# Omiodes hypoxantha
Omiodes hypoxantha is een vlinder uit de familie van de grasmotten (Crambidae). De wetenschappelijke naam van deze soort is voor het eerst voorgesteld als Phryganodes hypoxantha door Paul Dognin in een publicatie uit 1904.
De exemplaren waarover Dognin beschikte waren afkomstig uit de omgeving van Loja in Ecuador.